# Oscinella acuticornis
Oscinella acuticornis är en tvåvingeart som beskrevs av Becker 1912. Oscinella acuticornis ingår i släktet Oscinella och familjen fritflugor. Inga underarter finns listade i Catalogue of Life.